# Чорнокорінь лікарський
Чорнокорінь лікарський (Cynoglossum officinale, місцеві назви — медунка собача, чередник, щелкуха тощо) — дворічна рослина родини шорстколистих.

## Опис
Рослина сірувато-м'якоопушена (30—70 см заввишки) з товстим темним стрижневим коренем. Стебло прямостояче, просте, борозенчасте густо вкрите листками, у верхній частині розгалужене. Прикореневі листки (15-20 см завдовжки, 20-50 мм завширшки довгасто-ланцетні, гострі, звужені в черешок, до початку цвітіння засихають. Стеблові — чергові, ланцетні, гострі, зісподу майже повстисті; верхні — сидячі з напівобгортною основою. Квітки — правильні, пониклі, у довгих завійках, зібраних у волоть. Квітконіжки прямостоячі, при плодах відхилені вниз. Чашечка зрослолиста, частки чашечки довгастояйцеподібні. Віночок зрослопелюстковий, п'ятичленний (5-7 мм у діаметрі), буро-червоний або брудно-темночервоний, часом з синюватим або білуватим відтінком, трубчасто-лійкоподібний або лійко-колесоподібний з темними тупими лусками у зіві. Тичинок п'ять, маточка одна, зав'язь верхня, чотирилопатева, стовпчик короткий, приймочка головчаста. Тичинки і маточка заховані у трубочці віночка. Плід — розпадний горішіок. Горішки (5-7 мм завдовжки) сплюснуті, яйцеподібні, з потовщеним краєм, на спинці опуклі, вкриті крючкуватими шипами.

## Поширення та місця зростання
Росте чорнокорінь як бур'ян на лісокультурних площах, на розсадниках, трапляється на пустирях, уздовж лісових доріг. Рослина тіньовитривала. Цвіте у травні — червні.
Поширений по всій Україні. Заготовляють його у місцях поширення.

## Практичне використання
Медоносна, харчова, лікарська, отруйна, танідоносна, фарбувальна, олійна рослина.
Чорнокорінь лікарський пізньовесняний і ранньолітній медонос, що дає підтримуючий взяток, сприяє нарощуванню бджолиної сім'ї до продуктивного взятку. Бджоли збирають з нього тільки нектар.
Чорнокорінь — рослина дуже медоносна, 3-4 квітки дають стільки нектару, що його вистачає для наповнення медового зобика бджоли. Мед прозорий, безбарвний.
Молоді листки чорнокореня можна вживати як овочі.
3 лікувальною метою використовують корінь і листки цієї рослини. У народній медицині чорнокорінь досить популярний, корінь його застосовують як заспокійливий, болетамувальний і відкашлювальний засіб та при кровохарканні і проносах. Зовнішньо його застосовують при фурункульозі, опіках, укусах гадюк, скажених собак, коли не можна подати швидку лікарську допомогу.
Ця рослина отруйна: у насінні й коренях містяться алкалоїди циноглосин, циноглосеїн, консолідин. Циноглосин діє подібно кураре. Стеблі й листках теж містяться отруйні речовини (алкалоїди і глюкоалкалоїди), які сильно діють на нервову систему.
У гомеопатії застосовують есенцію з свіжих коренів, зібраних восени.
Миші та пацюки не витримують запаху чорнокореня у свіжому (за іншими даними і у висушеному) вигляді, тому його часто використовують для вигнання їх із житлових та складських приміщень, зі скирт.
Часті отруєння овець, що закінчуються здебільшого смертю, спостерігаються при годівлі їх сіном з домішкою чорнокореня, скошеного після цвітіння.
Чіпкі плоди чорнокореня пристають до овець і псують вовну.
Корені цієї рослини містять таніди (до 2,5 %), барвник алкалін, що використовується для фарбування тканин у червоний колір, а також смоли, гуміречовини, інулін. У листках і стеблах виявлено ефірну олію (0,1 %), а у насінні — напіввисихаючу жирну олію: у неочищеному насінні — до 26, а в очищеному — до 40 %.

## Збирання, переробка та зберігання
Листя чорнокореня лікарського збирають під час цвітіння і висушують у добре провітрюваному приміщенні без доступу сонячних променів. Корені збирають восени або навесні.